# Mohamed Lamari (chanteur)
Pour les articles homonymes, voir Mohamed Lamari et Lamari.
Mohamed Lamari (en arabe : محمد العماري), né le 11 octobre 1940 à la Casbah d'Alger et mort le 16 décembre 2019 à l'hôpital militaire d'Aïn Naadja (Alger), est un chanteur algérien.